# Liste der Kulturgüter in Veytaux
Die Liste der Kulturgüter in Veytaux enthält alle Objekte in der Gemeinde Veytaux im Kanton Waadt, die gemäss der Haager Konvention zum Schutz von Kulturgut bei bewaffneten Konflikten, dem Bundesgesetz vom 20. Juni 2014 über den Schutz der Kulturgüter bei bewaffneten Konflikten sowie der Verordnung vom 29. Oktober 2014 über den Schutz der Kulturgüter bei bewaffneten Konflikten unter Schutz stehen.
Objekte der Kategorien A und B sind vollständig in der Liste enthalten, Objekte der Kategorie C fehlen zurzeit (Stand: 1. Januar 2023).

## Kulturgüter
| Foto |                                                           | Objekt                                                                                         | Kat. | Typ | Standort                             | Beschreibung |
| ---- | --------------------------------------------------------- | ---------------------------------------------------------------------------------------------- | ---- | --- | ------------------------------------ | ------------ |
| ja   | Datei hochladen · Wikidata zu Schloss Chillon (Q372647)   | Schloss Chillon mit Aussenpavillon / Château de Chillon avec pavillon extérieur KGS-Nr.: 06544 | A    | G   | Avenue de Chillon 21 560702 / 140445 |              |
| ja   | Datei hochladen · Wikidata zu Chillon-Viadukt (Q688086)   | Chillon-Autobahnviadukt / Viaduc autoroutier de Chillon KGS-Nr.: 09513                         | A    | G   | 560919 / 140370                      |              |
| ja   | Datei hochladen · Wikidata zu Schloss Chillon (Q27489731) | Museum des Schlosses Chillon / Musée du château de Chillon KGS-Nr.: 10676                      | B    | S   | Avenue de Chillon 21 560689 / 140447 |              |